# Venues
Venues (stilisiert als VENUES) ist eine 2015 gegründete Post-Hardcore-Band aus Stuttgart.

## Geschichte
Gegründet wurde Venues im Jahr 2015 unter dem Namen Break Down a Venue in der Baden-Württembergischen Landeshauptstadt Stuttgart. Die Band besteht aus Sängerin Daniela 'Lela' Gruber, Shouter Robin Baumann, den beiden Gitarristen Constantin und Valentin, sowie aus Bassist Florian und Schlagzeuger Dennis. Im Juli des Jahres 2015 erschien mit Break Down a Venue die nach der Band betitelte EP mit drei Titeln die in Eigenregie finanziert wurde. Im Februar des Jahres 2017 erklärten die Musiker, dass die Band ihren Namen in Venues geändert habe. Zudem wurden Konzerte auf nationaler Ebene mit Gruppen wie Walking Dead on Broadway, Unleash the Sky und Breathe Atlantis bekanntgegeben. Am 20. April 2018 wurde bekannt, dass Arising Empire die Band unter Vertrag genommen hat. Am 27. Juli 2018 erschien mit Aspire das Labeldebüt der Band und wurde zum Album der Woche im britischen Kerrang!
Am 31. Januar 2019 verkündete Sängerin Nyves (mit bürgerlichem Namen Chrisi Krithinidou), in einem Statement auf den Social-Media-Kanälen der Band, dass sie mit sofortiger Wirkung aus der Band aussteige, um sich anderen Projekten zu widmen. Infolgedessen sagte die Band ihre Tour im Februar und März 2019 mit Our Mirage und Die Heart ab, da sie sich auf die Suche nach einem zweiten Sänger bzw. einer zweiten Sängerin machen wollten. Nyves' Nachfolgerin Daniela 'Lela' Gruber wurde am 4. März offiziell auf den Social-Media-Plattformen vorgestellt. Zunächst hieß es, dass sie als Interim in die Band einsteige, wurde aber am 17. April auf Facebook als vollwertiges Mitglied der Band bestätigt. Am 12. Oktober 2019 gab die Band bekannt, wieder an neuen Songs zu schreiben.

## Musik
Die Musiker selbst bezeichnen ihre Musik als Post-Hardcore, wobei sie als Besonderheit den weiblichen Klargesang von Lela hervorheben. Durch die Wechsel von weiblichem Klargesang und Shouting ähnelt der Stil dem der deutschen Melodic-Death-Metal-Band Deadlock. In der Musik arbeiten die Musiker mit klassischen Stilelementen des Metal- und Post-Hardcore und verbinden diese mit dem Gesang der Frontfrau Lela.
Auf dem Labeldebüt Aspire wird die Musik als ein Wechsel aus Alternative Rock mit modernen Metal-Strukturen beschrieben. Allerdings sind auch Elemente der Popmusik in der Musik heraushörbar, wobei die Musik auch phasenweise an Evanescence erinnert. Verglichen wird Venues auch mit Gruppen wie Marmozets und Pvris.

## Diskografie

### Alben
- 2018: Aspire
- 2021: Solace
- 2024: Transience

### EPs
- 2015: Break Down a Venue (als Break Down a Venue, Wiederveröffentlichung als Venues)
- 2017: My Truth North (als Break Down a Venue)

### Singles
- 2017: Ignite
- 2018: We Are One
- 2018: Fading Away
- 2021: Rite of Passage
- 2021: Shifting Colors
- 2021: Uncaged Birds
- 2021: Mountains
- 2021: Whydah Gally
- 2022: Cravings
- 2022: Refractions
- 2023: Haunted House
- 2023: Oblivion
- 2023: Radiate Me
- 2024: Unspoken Words
- 2024: Godspeed Goodbye